# Sochinsogonia capcoi
Sochinsogonia capcoi är en insektsart som beskrevs av Young 1986. Sochinsogonia capcoi ingår i släktet Sochinsogonia och familjen dvärgstritar. Inga underarter finns listade i Catalogue of Life.